# Cibin
Le Cibin (en allemand : Zibin ; en hongrois : Szeben folyó) est une rivière de la région de Transylvanie en Roumanie, affluent de l'Olt et sous-affluent du Danube. Il prend sa source dans les monts Cindrel (aussi appelés monts Cibin) appartenant à la chaîne des Carpates méridionales.

## Toponymie
D'après une étymologie populaire[réf. nécessaire], le nom allemand de la Transylvanie, Siebenbürgen, dériverait de la désignation hongroise (Szeben) de cette rivière. En réalité il s'agit de sieben (« sept ») Bürgen (« forts, villes »)[réf. souhaitée].

## Géographie
Originaire des monts Cindrel ou Cibin, la rivière naît de la confluence de deux ruisselets : le Râul Mare (litt. « Grand Ru ») et le Râul Mic (« Petit Ru ») ; ces sources sont situées non loin du point culminant des monts Cindrel. Le cours de la rivière, dont la longueur totale est de 82 km, se situe intégralement dans le Județ de Sibiu, c'est-à-dire dans la partie méridionale de la Transylvanie. D’abord d’orientation nord-est, elle s’incurve ensuite vers le sud-est, après avoir traversé la ville de Sibiu (en allemand : Hermannstadt), où elle forme une dépression, dite dépression de Sibiu. En amont de cette ville, elle arrose la région appelée Mărginimea Sibiului (littéralement : « Marges de Sibiu »), région fortement typée, aux vivaces traditions roumaines. Les autres localités d’importance sises sur ses rives sont Gura Râului et Orlat.
Elle est un affluent important de la rivière Olt (en allemand : Alt), se jetant dans celle-ci près de la localité de Tălmaciu, à peu de distance de la gare de Podu Olt.
Son bassin-versant s’étend sur 2 184 km2.

## Principaux affluents
Les principaux affluents sont :
- le Pârâul Negru ou Săliște (confluent près d’Orlat) ;
- le Hârtibaciu, allem. Harbach (confluent près de Mohu) ;
- le Sadu, allem. Zoodt (confluent près de Tălmaciu).

L’importance économique de la rivière est déterminée par le barrage construit à proximité de Gura Râului, qui, en plus de produire de l’électricité, constitue le plus grand réservoir d’eau potable pour la ville de Sibiu. En outre, quelques carrières de pierre sont implantées sur ses rives.